# Djurås
Djurås er et byområde i Dalarna i Sverige og hovedby i Gagnefs kommun i Dalarnas län. Ved Djurås mødes Österdalälven med Västerdalälven og danner Dalälven; stedet kaldes for Älvmötet. Byområdet blev i 2015 udvidet med Djurås by og Djurmo.

## Etymologi
Bynavnet stammer fra et ældre navn på Västerdalälven, Ljuran, som også har givet ophav til navnet Görälven. Ved Djurås flyder Västerdalälven og Österdalälven sammen. Eftersom os (nogle gange stavet "ås") betyder åmunding, elvmunding og lignende, betyder Djurås Ljurans mynning.

## Bebyggelsen
Byen rummer kommunal forvaltning, Djuråsskolan, koncerthal, detailhandel og lægehus. I det centrale Djurås ligger Djurås Torg med et stort antal butikker og servicefunktioner. Hovedbygningen hedder Centrumhuset og blev opført i 1983-84.
Riksväg 70 og Europavej E16 mødes her. Også Dalabanan passerer forbi Djurås med stoppested.

## Billeder
- Djurås Torg
- Centrumhuset ved Djurås Torg
- Älvmöte-skulpturen ved Djurås Torg
- Dansepavillon ved Älvmötet